# 藥祖神
藥祖神（日语：或）乃日本《記紀》二書中記載的醫藥之神。

## 概要
一般將大穴牟遲神和少毘古那神視為藥祖神：在神話故事「因幡之白兔」中，大穴牟遲神教導白兔先到水門以河水洗浴身體，再取河邊的蒲黃花粉，在花粉上滾一滾的醫療方式，在日本最初的醫藥古籍亦有紀錄，故被視為醫藥之神。《日本書紀》則提到大己貴神（即大國主神）和少彥名命共同為蒼生及畜産制定診治疾病的方法，故一同被尊為醫藥之神。

## 信仰
在日本主祀藥祖神的神社主要計有下列：
- 五條天神社（東京都台東區）
- 大洗磯前神社（茨城縣東茨城郡）
- 酒列磯前神社（茨城縣常陸那珂市）

## 內部連結
- 大國主神
- 少彥名
- 因幡之白兔

## 外部連結
- （日語）東京薬事協会：薬祖神祭の由来